# 马俊飞
马俊飞（1965年—），前呼和浩特铁路局副局长、呼和浩特站站长，因受贿罪和巨额财产来源不明罪被判处死刑，缓期两年执行。

## 生平
升任呼和浩特铁路局副局长之前，马俊飞曾经担任呼和浩特站站长。2009年8月11日，马俊飞被任命为呼和浩特铁路局副局长，分管运输生产。呼和浩特铁路局运力有限，无法满足需求，很多企业向马俊飞行贿，以求保证或提高运输量。2011年6月，马俊飞与时任呼和浩特铁路局局长林奋强被中纪委带走，接受调查，两人被免职。
办案机关将马俊飞带走时，手中只有他受贿300万元人民币的线索，马俊飞主动交代了价值一亿多元人民币的赃款和赃物。办案机关在马俊飞的家中发现了人民币0.88亿元、美元419万、欧元30万、英镑2万、港币27万、黄金43.3公斤。马俊飞可查明的受贿额折合7465.75205万元人民币，包括人民币0.59亿元、美元211万、欧元0.5万、英镑0.5万、黄金5.9公斤。另有折合人民币6366.143万元的款物无法说明来源。总案款1.3亿人民币，而马俊飞在任时间只有22个月，平均下来每小时敛财近万元。马俊飞得到贿款后既不消费，也不退赃，钱物藏在北京和呼和浩特的房子里，其中北京的房子还是他向朋友借的。2013年12月底，河北省衡水市中级人民法院一审判处马俊飞死刑，缓期两年执行。